# Siparuna bifida
Siparuna bifida là một loài thực vật có hoa trong họ Siparunaceae. Loài này được (Poepp. & Endl.) A.DC. miêu tả khoa học đầu tiên năm 1868.